# Pont Drouin
Pour les articles homonymes, voir Drouin.
Le pont Drouin est un pont couvert qui enjambe la rivière Coaticook en Estrie, sur le territoire de la municipalité de Compton. dans le Sud du Québec au Canada.

## Descriptif
De son vrai nom Spafford – Drouin, le pont Drouin est un pont couvert de type Kingpost, structure avec des fermes à poinçons multiples en bois.
Sa structure est à travée unique ; en 1960, elle a été renforcée par l'ajout de poutres d'acier à chaque extrémité.  
Sa longueur totale est de 29,80 m, sa largeur hors-tout de 5,65 m et la largeur du tablier de 4,90 m pour une hauteur libre de 4,40 m. 

## Couleur
Le pont et le lambris sont de couleur gris naturel.

## Caractéristiques
Le pont Drouin, avec le Pont d'Eustis à Waterville et le pont McDermott à Cookshire-Eaton, sont les trois seuls ponts avec fermes à poinçons multiples qui subsistent au Québec.

## Histoire
À l'endroit même où se situe le pont Drouin, existait l'ancien pont Spafford. En 1886, sous le passage d'une carriole, il s'était effondré. Le Canton de Compton avait été poursuivi et condamné à régler 100 $ à la victime.
Un an plus tard, la construction d'un nouveau pont est confiée à Daniel Saultry. Les travaux sont achevés en 1889. On parlait alors du chemin et du pont Spafford. En 1989, la Commission de toponymie officialisera le nom Drouin en l'honneur de la famille qui occupe les terres avoisinantes depuis quatre générations.
Dans les années 1960, le pont est remanié. Sa portée est raccourcie avec l'installation de colonnes d'acier sur la rive ouest de la rivière Coaticook ; sa structure est renforcée par l'ajout de poutres d'acier à chaque extrémité. Mais le pont couvert ne peut supporter la lourdeur du trafic routier. En 1980, il est doublé par un pont de béton construit à quelques dizaines de mètres en aval. Le vieux pont de bois est fermé à la circulation. 
Laissé à l'abandon, il est menacé de démolition. En 1998, un « Comité de sauvegarde du pont Drouin » se crée. Grâce aux fonds levés et avec l'aide du ministère de la Culture et des Communications du Québec, à l'hiver 2004 des travaux majeurs sont entrepris. Ils seront terminés à l'été 2005. 
Des aménagements sont ensuite apportés sur le site pour des activités d'animation.

## Galerie

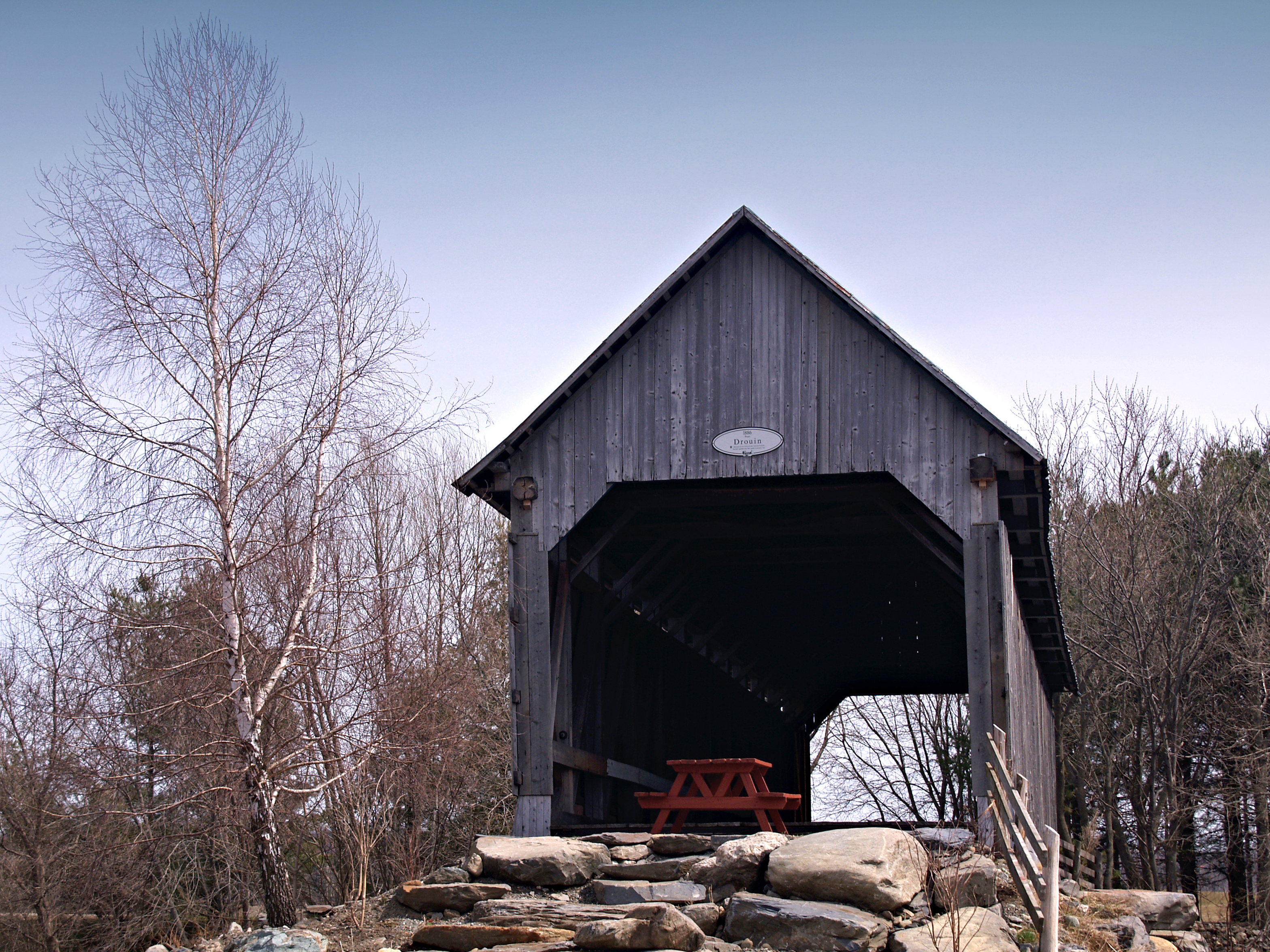
Vue frontale du pont
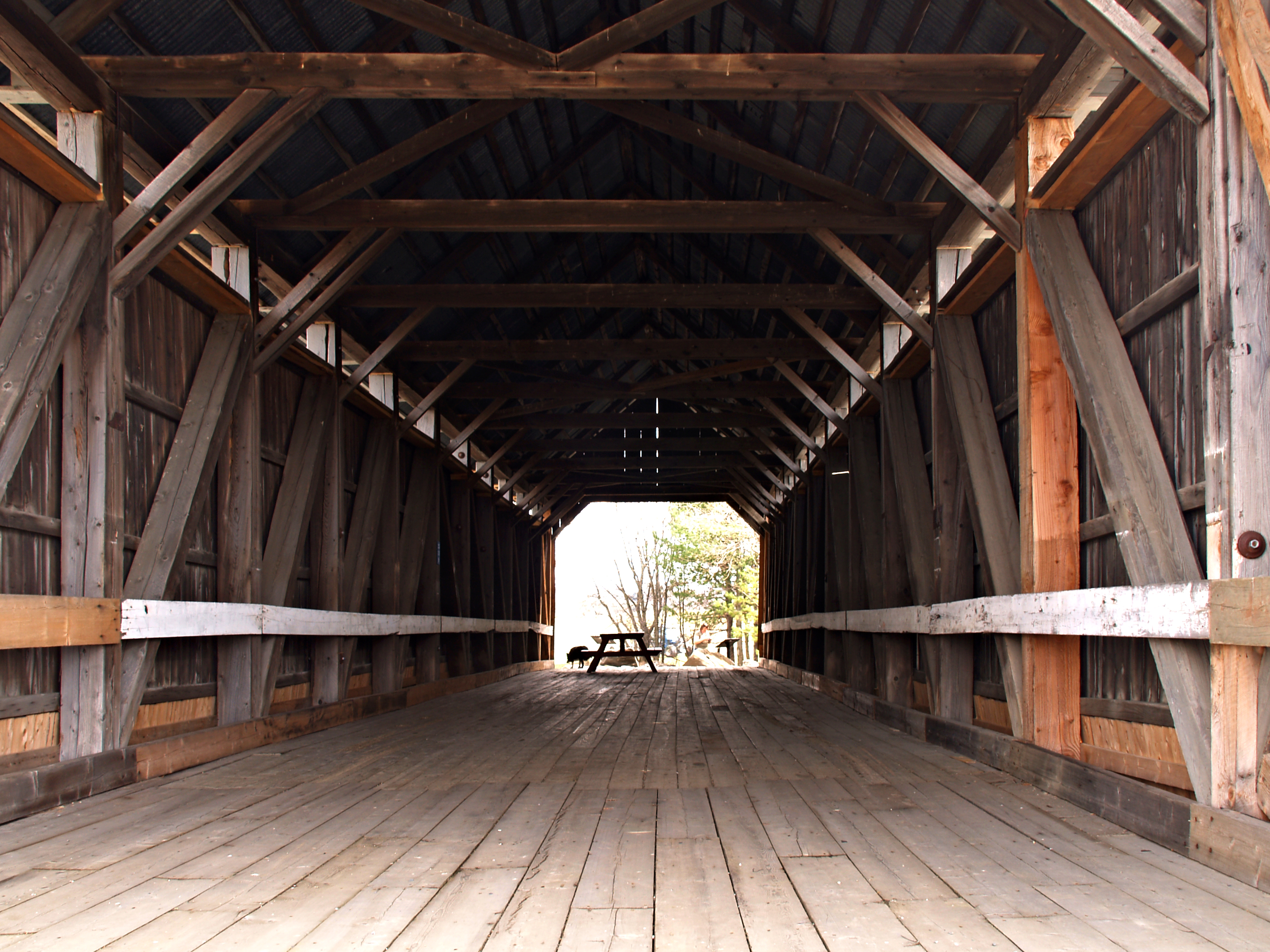
Vue de l'intérieur